# Vilson Dias de Oliveira
Vilson Dias de Oliveira, D.C. (Guaíra, 26 de novembro de 1958) é um bispo-emérito da diocese de Limeira, SP.

## Biografia
Filho de João Dias de Oliveira e Elza Atayde de Souza Oliveira. Ingressou no Seminário menor em 1970, na cidade de Guaíra, dos Padres da Doutrina Cristã (Doutrinários), congregação da qual faz parte, inspirada no carisma do Bem-Aventurado Padre César de Bus (1544-1607).
Fez parte dos estudos filosóficos na cidade de Ponta Grossa, nos anos de 1978 e 1979, no Instituto de Filosofia e Teologia Mater Ecclesiae, do Seminário Diocesano de Ponta Grossa, concluindo os mesmos na FAI (Faculdades Associadas do Ipiranga), na cidade de São Paulo. Fez Teologia no Instituto Teológico de São Paulo (ITESP). Mais tarde fez o Mestrado na área de Teologia Pastoral, entre os anos de 1998 e 1999 na Pontifícia Faculdade de Teologia Nossa Senhora da Assunção, pertencente à Arquidiocese de São Paulo, defendo a tese sobre Catequese com Adolescentes.
Fez os seus primeiros votos no dia 2 de fevereiro de 1978 na sua cidade natal, e a Profissão Perpétua no dia 18 de fevereiro de 1982, em São Paulo. Foi ordenado Diácono no dia 28 de agosto de 1983 e ordenado presbítero no dia 22 de abril de 1984.
Exerceu este ministério nas seguintes cidades e funções: Pároco na cidade de Itá na Paróquia São Pedro Apóstolo, de 1985 a 1988; em Xavantina foi pároco da Paróquia Nossa Senhora do Rosário, em 1984 e na cidade de São Domingos na Paróquia São Domingos, de 1990 a 1994, pertencentes à Diocese de Chapecó. No período de nove anos na cidade de Itanhaém em 1989 foi pároco da Paróquia Nossa Senhora da Conceição na Diocese de Santos; Reitor do Seminário Maior Nossa Senhora de Fátima, dos Padres Doutrinários, de 1994 a 1996 e Pároco da Paróquia São Francisco de Sales, de 1994 a 1999, na Região Episcopal Ipiranga da Arquidiocese de São Paulo.
Foi assessor da Comissão Bíblico-Catequética da CNBB em Brasília, no período de quatro anos (final de 1999 a meados de 2003); foi Vigário Paroquial na Paróquia São João Batista, em Bertioga, Diocese de Santos no período de sete meses em 2003 e, posteriormente, nomeado Pároco da Paróquia Nossa Senhora D’Ajuda, cidade de Ilhabela, Diocese de Caraguatatuba, de 2003 a 2007.
Na Diocese de Caraguatatuba assessorou a Comissão para a Ação Missionária e Cooperação Intereclesial nos campos do COMIDI (Comissão Missionária Diocesana) e PAMP (Projeto de Ação Missionária Permanente).
Com a transferência de Dom Fernando Mason, para a Diocese de Piracicaba, a partir do dia 25 de julho de 2005, foi escolhido para exercer a função de Administrador Diocesano até a vinda do novo bispo: Dom Antônio Carlos Altieri (05/11/2006), retornando ao seu trabalho de base em Ilhabela, no COMIDI e PAMP. No final de maio de 2007 foi escolhido para fazer parte do Colégio dos Consultores da Diocese de Caraguatatuba.
No dia 13 de junho de 2007, foi nomeado para Bispo da Diocese de Limeira, pelo Papa Bento XVI. Esta nomeação foi transmitida ao mesmo no dia 25 de maio de 2007, na cidade de Aparecida, SP, durante a V Conferência do Episcopado da América Latina e do Caribe, pelo Exmo. Sr. Núncio Apostólico Dom Lorenzo Baldisseri. Dom Vilson, iniciou seu ministério episcopal como 5º Bispo Diocesano da Diocese de Limeira, no dia 15 de Setembro de 2007.
Poucos meses após sua ordenação episcopal, Dom Vilson foi convidado pelo Arcebispo de Aparecida, Raymundo Damasceno Assis, para assumir, em dezembro de 2007, como Bispo Referencial da Pastoral da Comunicação no Regional Sul 1 da CNBB. Esta função, Dom Vilson exercer por quatro anos, deixando o setor de comunicação para assumir, em 2011, a convite do Cardeal de São Paulo, Dom Odilo Pedro Scherer, como Bispo Referencial da Catequese no Regional Sul 1, até agosto de 2015. De setembro de 2015 ao momento atual, Dom Vilson responde novamente como Bispo Referencial da Comunicação no Regional Sul 1. Também, de 2012 a 2015, Dom Vilson respondeu como Presidente da Sub-Região Pastoral Campinas, que compreende as dioceses de Amparo, Bragança Paulista, Campinas, Limeira, Piracicaba e São Carlos.
Dom Vilson exerce seu ministério episcopal nos 16 municípios que compõem a área da Diocese de Limeira, dando acompanhamento nas 80 paróquias e 6 Quase-Paróquias desta porção de Igreja, procurando ser ponto de união para os diversos trabalhos, promovendo assim a instauração do Reino de Deus. Em seu ministério episcopal, Dom Vilson: ordenou 47 presbíteros diocesanos (até fevereiro de 2016) e três presbíteros religiosos; crismou em torno de 40 mil jovens; neste período, foram criadas 36 novas paróquias; ordenou 23 diáconos permanentes e 47 diáconos transitórios que já foram ordenados presbíteros diocesanos. As transferências dos padres deram uma nova dinâmica nos trabalhos pastorais desta diocese.
No dia 15 de setembro de 2013, presidiu a ordenação episcopal do monsenhor José Carlos Brandão Cabral, bispo nomeado para a Diocese de Almenara, MG, e no dia 27 de dezembro de 2015, foi o bispo Co-Sagrante na ordenação episcopal de Dom José Reginaldo Andrietta, bispo nomeado para a Diocese de Jales/SP, ambos presbíteros do clero diocesano de Limeira, na Basílica Santuário Santo Antônio de Pádua, de Americana.
No final de janeiro de 2019, Dom Vilson e Padre Leandro Ricardo foram expostos na mídia em casos de apropriação indébita. O Padre Leandro foi suspenso de Ordem, sendo acusado pela justiça em casos de abuso sexual de menores nas Paróquias onde passou. O caso segue em segredo de justiça.
Em 17 de Maio de 2019, o Papa Francisco aceitou a renúncia de Dom Vilson, que foi substituído por Dom Orlando Brandes, atual Arcebispo de Aparecida e Administrador Apostólico da Diocese de Limeira Sede vacante.